# Вокзал Сен-Лазар (картина)
«Вокзал Сен Лаза́р» або «Залізниця» — картина французького художника Едуара Мане (1832—1883).

## Вокзал Сен Лазар
Це вокзал в Парижі, що колись пов'язував столицю Франції з Сен Жермен ан Ле. Спочатку були два тимчасових приміщення, поки у 1853 році не побудували кам'яну будівлю за проектом архітектора Ежена Флаша. У 1889 році відбулася перебудова і вокзал отримав сучасний вигляд. Звичайна помпезна будівля не заслуговувала б значної уваги, бо не була шедевром, якби не художники і кіномитці.
Неподалік від вокзалу у 19 столітті жило чимало художників Франції, в тому числі Едуард Мане, маловідомий імпресіоніст Гюстав Кайботт, відомий художник Клод Моне. Вокзал і життя біля нього стали сюжетом багатьох картин. На цьому вокзалі створено декілька кінострічок, серед яких «Амелі», «Подвійне життя Вероніки» та інші.
Вокзал Сен Лазар і нині залишається одним з шести найбільших вокзалів Парижу.

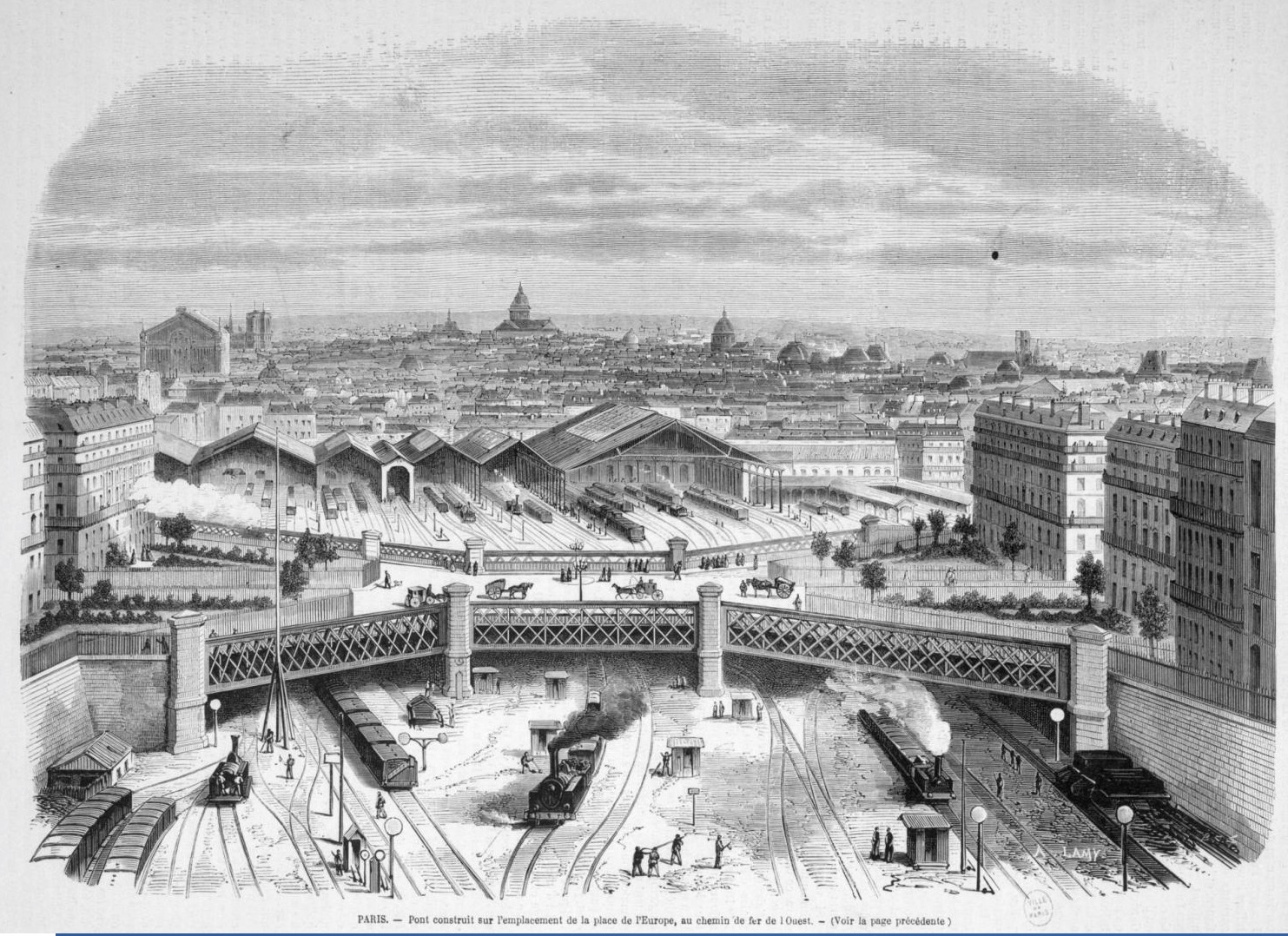
Вокзал Сен Лазар у 1868 році, гравюра 19 ст.
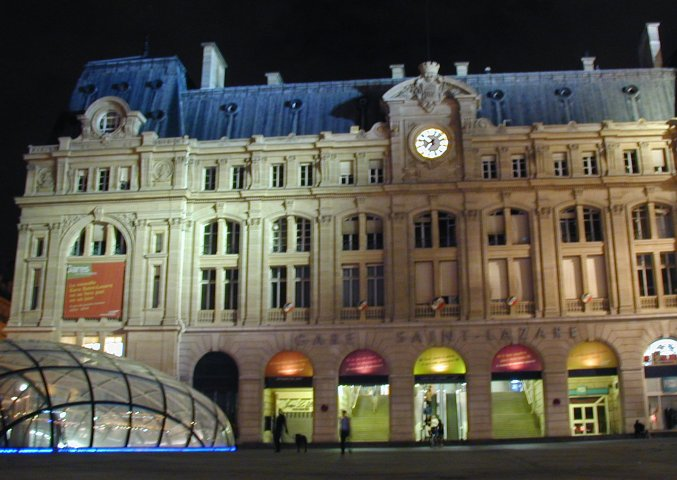
Вокзал Сен Лазар ввечері
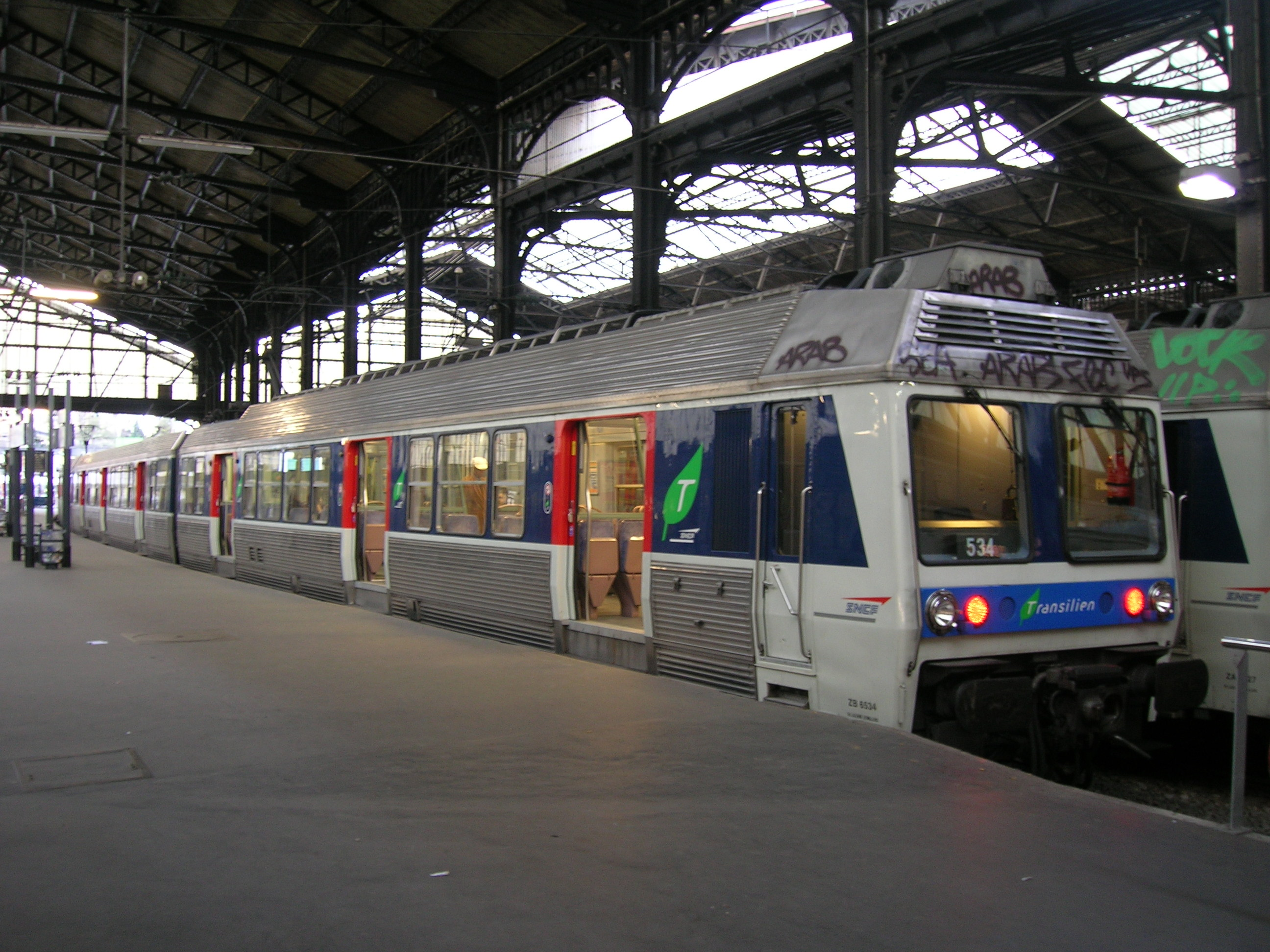

## Картини Едуарда Мане і Вікторина Мьоран
В небідному домі родини Мане з'явилась Вікторина Меран. Едуард, завжди небайдужий до жінок і жіночої краси, познайомився з нею у 1862 році. Їй було лише 18. Вона стала моделлю декількох важливих картин для творчості художника протягом 1862—1873 років («Вулична співачка», «Сніданок на траві», «Вікторина в костюмі еспади», «Олімпія» та ін.) Це вона і на картині Едуарда Мане «Вокзал Сен Лазар». Незвична назва картини камуфлює самий несподіваний зразок портрета роботи художника, останній портрет Вікторини Мьоран, виконаний Едуардом Мане.

## Прощання
Незнатне походження — от і все, що можна сказати про неї. Не збережено свідоцтв ні про її освіту, ні про фах. Знають, що позувала художникам і грала на гітарі. В пізні роки сама намагалась створювати картини на продаж, але успіху не мала.
Зустріч з художником допомогла їй якось пристосуватись до складного і незрозумілого життя в столиці. Заміж не вийшла, народила дитину від… І це зробило її життя трохи менш самотнім. Поряд з дитиною її і намалював художник, коли перевтомлена від боротьби за добробут Вікторина Мьоран виїхала до Сполучених Штатів в пошуках кращого життя. Їхала вона саме з вокзалу Сен Лазар, що і дало незвичну назву картини. Пізніше полотно придбали для Національної галереї в місті Вашингтон.
На картині нема ніякого вокзалу. Та він і не цікавив Едуарда зовсім. Адже відбувалось прощання — надовго. Вікторина в дорожньому вбранні. Сидить біля металевої ґратки. Аби скоротити нудний час, узялася читати. На колінах зручно розмістилося цуценя. І це додало картині (портрету) тепла і приязні. Дочка Вікторини розглядає незграбні залізничні будівлі і пару від потягу. Постаті в картині дещо відокремлені одна від одної і не пов'язані психологічно, як того очікувалось від стосунків доньки з матір'ю. Навіть в цьому Мане — суворо реалістичний.
Кажуть, її життя не задалося і в Америці. Вона повернулася до Парижу, довго бідкалась і померла від пиятики і старості. Допомогти не було кому.

## Побутування картини (провенанс)
Картину, що виставили в Паризькому салоні, придбав оперний співак Жан-Батіст Фор, що збирав картини як засіб вкладання грошей. 1881 року картину продав за 5400 франків паризькому маршану Полю Дюран-Рюелю. Назва «Вокзал Сен-Лазар» не авторська, так її називав Поль Дюран-Рюель. 31 грудня 1898 року він продав картину за 100000 франків американському багатію Генрі Осборну Хавемеєру і твір перевезли у Сполучені Штати. По смерті Генрі його дружина Луїзіна Хавемеєр успадкувала картини чоловіка. Вона розділила колекцію картин на дві частини, більшу і меншу. Більша (у 2000 зразків) була подарована Музею мистецтва Метрополітен в Нью-Йорку. Меншу частину збірки Луїзіна Хавемеєр розділила між трьома власними дітьми (серед них була і картина «Вокзал Сен-Лазар»). Остання перейшла до сина Горація Хавемеєра. По смерті Горація Хавемеєра картина була 1956 року передана до збірок Національної галереї мистецтва в місті Вашингтон, де зберігається дотепер.